# Estland op het Eurovisiesongfestival 2022

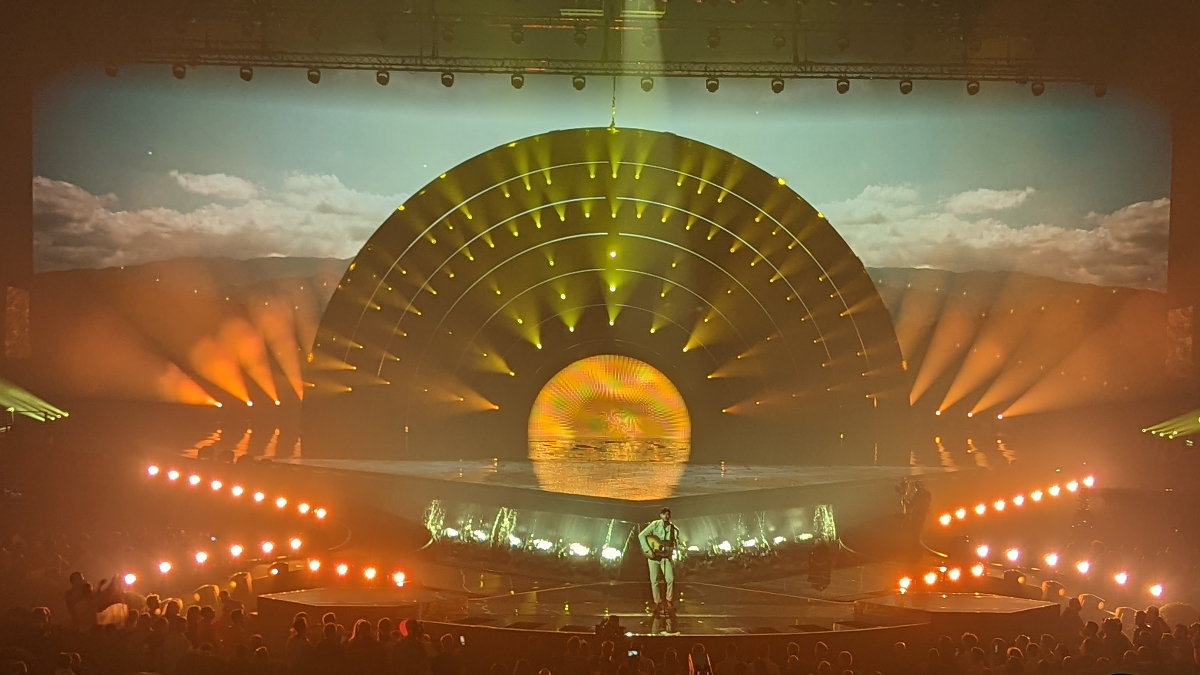
Stefan tijdens zijn performance in Turijn.

Estland nam deel aan het Eurovisiesongfestival 2022 in Turijn, Italië. Het was de 27ste deelname van het land aan het Eurovisiesongfestival. ERR was verantwoordelijk voor de Estische bijdrage voor de editie van 2022. In Turijn eindigde Stefan met het lied Hope op de dertiende plaats in de finale.

## Selectieprocedure
De Estische openbare omroep startte de inschrijvingen voor het jaarlijkse Eesti Laul op 2 september 2021. Geïnteresseerden kregen tot 20 oktober 2021 de tijd om een inzending op te sturen. Alle artiesten mochten maximaal vijf nummers opsturen. Buitenlandse songwriters werden toegelaten, zolang minstens één van de songwriters Estisch is en het nummer niet meer dan twee buitenlandse songwriters heeft. Voor Estischtalige nummers kostte de inzending €50, voor Engelstalige €100. Er werden 202 inzendingen ontvangen. Een interne jury koos de acts die mochten aantreden in de kwartfinales van Eesti Laul 2022. De acts werden op tussen 15 november en 7 december 2021 gepresenteerd.
Er werden twee halve finales georganiseerd op 3 en 5 februari 2021. Van de tien acts in elke halve finale gingen er telkens vijf door naar de finale. De punten worden evenredig verdeeld door de televoters en door een vakjury. In geval van een gelijkstand werd de voorkeur gegeven aan de favoriet van het publiek. De eerste vier in elke halve finale kwalificeerden zich rechtstreeks voor de finale, waarna er een extra stemronde werd georganiseerd om de laatste ticket uit te delen. Deze stemronde omvatte geen jurystemmen.
Tijdens de finale, op 12 februari 2022, beslisten vakjury en televoters eerst wie de drie superfinalisten waren. Vervolgens mocht het publiek autonoom bepalen wie Estland zou vertegenwoordigen in Turijn. De keuze viel uiteindelijk op Stefan met Hope.

## In Turijn
Estland trad aan in de tweede halve finale, op donderdag 12 mei 2021. Stefan was als twaalfde van zeventien acts aan de beurt, net na Andrea uit Noord-Macedonië en gevolgd door WRS uit Roemenië. Stefan wist door met 209 punten als vijfde te eindigen de finale te halen. In de grote finale was Stefan als 25ste en laatste aan de beurt, net na Konstrakta uit Servië. Estland behaalde de 13de plaats met 141 punten.